# Aidassaaret
Aidassaaret är en ögrupp i Finland. Den ligger i mellersta delen av sjön Päijänne och i kommunen Kuhmois i den ekonomiska regionen  Jämsä  och landskapet Mellersta Finland, i den södra delen av landet, 150 km norr om huvudstaden Helsingfors. Öns area är 0,9 hektar och dess största längd är 160 meter i nord-sydlig riktning.  Notera att namnet antyder att det är fråga om flera öar.